# Culex cubiculi
Culex cubiculi är en tvåvingeart som beskrevs av E. Sydney Marks 1989. Culex cubiculi ingår i släktet Culex och familjen stickmyggor. Inga underarter finns listade i Catalogue of Life.